# Miss Kenya

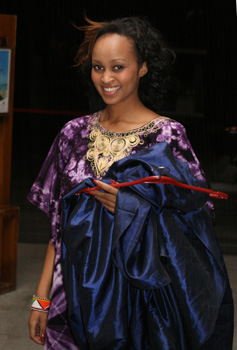
Miss Kenya 2007 - Catherine Wainaina pendant son élection de Miss Monde 2007 en Chine à Sanya.

Miss Kenya désigne les concours de beauté féminine destinés aux jeunes femmes de nationalité kényane.
Le concours Miss Univers Kenya permet de représenter le pays au concours de Miss Univers.
Le concours Miss Kenya permet de représenter le pays au concours de Miss Monde.

## Les Miss Kenya pour Miss Univers
| Année | Nom                      | Placement          |
| ----- | ------------------------ | ------------------ |
| 1987  | Susan Waruguru Kahumba   | Non classée (50th) |
| 1992  | Aisha Wawira Lieberg     | Non classée (40th) |
| 1995  | Josephine Wanjiku Mbatia | Non classée (58th) |
| 2002  | Julie Njeru              | Non classée        |
| 2004  | Anita Maina              | Non classée        |
| 2005  | Rachel Marete            | Non classée        |
| 2014  | Gayline Ayugi            | Non classée        |
| 2016  | Mary Esther Were         | Top 6              |
| 2018  | Wabaiya Kariuki          |                    |
| 2019  | Stacy Michuki            |                    |
| 2021  | Roshanara Ebrahim        |                    |
| 2024  | Irene Ng'endo            |                    |

## Les Miss Kenya pour Miss Monde
| Année | Nom                        |
| ----- | -------------------------- |
| 1960  | Jasmine Batty              |
| 1967  | Zipporah Mbugua            |
| 1968  | Josephine Moikobu          |
| 1984  | Khadija (Kate) Adam Ismail |
| 1985  | Jacqueline Mary Thom       |
| 1986  | Patricia Maingi            |
| 1987  | Sheila Linda Kegode        |
| 1988  | Dianna Naylor              |
| 1989  | Grace Chabari              |
| 1990  | Aisha Lieberg              |
| 1991  | N'kirote Karimi M'mbijjiwe |
| 1994  | Josephine Wanjiku Mbatia   |
| 1996  | Pritpal Kulwant Dhamu      |
| 1999  | Esther Muthoni Muthee      |
| 2000  | Yolande Masinde            |
| 2001  | Daniella Kimaru            |
| 2002  | Maryanne Kariuki           |
| 2003  | Janet Kibugu               |
| 2004  | Juliet Ochieng             |
| 2005  | Cecilia Mwangi             |
| 2006  | Khadijah Kiptoo            |
| 2007  | Catherine Wainaina         |
| 2008  | Ruth Kinuthia              |
| 2009  | Fiona Konchellah           |
| 2010  | Natasha Metto              |
| 2011  | Catherine Onyango          |
| 2012  | Shamim Ali                 |
| 2013  | Wangui Gitonga             |
| 2014  | Idah Nguma                 |
| 2015  | Charity Mwangi             |
| 2016  | Evelyn Njambi              |
| 2017  | Magline Jeruto             |
| 2018  | Finali Galaiya             |
| 2019  | Maria Wavinya              |
| 2021  | Sharon Obara               |
| 2023  | Chantou Kwamboka           |
| 2025  | Grace Ramtu                |